# أحمد الصالح (دراج)
أحمد عيسى الصالح دراج سباق سعودي من مواليد عام 1966 شارك في فريق الدرجات في دورة الألعاب الأولمبية الصيفية عام 1984.

## روابط خارجية
- أحمد الصالح على موقع أوليمبيديا (الإنجليزية)